# June Dalziel Almeida
June Dalziel Almeida (Glasgow, 5 ottobre 1930 – Bexhill-on-Sea, 1º dicembre 2007) è stata una virologa britannica, una pioniera nell'imaging, nell'identificazione e nella diagnosi dei virus.
Le sue ricerche nel campo della microscopia elettronica le hanno guadagnato una reputazione internazionale. 
Nel 1964 fu ingaggiata dalla St Thomas's Hospital Medical School di Londra. Nel 1967 conseguì il dottorato in scienze (Sc.D.) sulla base delle sue ricerche e delle pubblicazioni risultanti, mentre lavorava in Canada, presso l'Ontario Cancer Institute di Toronto e poi a Londra alla St Thomas. Continuò le sue ricerche presso la Royal Postgraduate Medical School (RPGMS), che in seguito divenne parte dell'Imperial College School of Medicine. 
Riuscì a identificare virus precedentemente sconosciuti, incluso, nel 1966, un gruppo di virus che in seguito fu chiamato coronavirus. Le innovazioni e le intuizioni della sua microscopia elettronica immunitaria (IEM) hanno contribuito alla ricerca relativa alla diagnosi di epatite B, HIV e rosolia, tra le altre malattie virali. Le sue microfotografie elettroniche continuano ad essere inserite, decenni dopo essere state scattate, nei libri di testo di revisione virologica.

## Principali contributi
Nel loro libro del 2013 intitolato To Catch a Virus, John Booss e Marilyn J. August descrivono come June Almeida "ha svolto un ruolo cruciale nell'adattare il microscopio elettronico al lavoro di virologia diagnostica clinica".
Prima degli studi degli anni 1960 di Almeida e Anthony Peter Waterson, erano stati apportati pochissimi miglioramenti all'iniziale "prova dell'aggregazione di virus da parte di anticorpi specifici per virus osservabili con il microscopio elettronico (EI)". Nel 1963 la Almeida aprì la strada a una tecnica di microscopia a elettroni immuni (IEM) per visualizzare meglio i virus usando anticorpi per aggregarli. Negli anni 1960, la Almeida e Waterson utilizzavano una colorazione negativa per l'EM dei virus, una tecnica rapida e semplice, che forniva eccellenti osservazioni dettagliate sulla morfologia virale e che aveva rivoluzionato la microscopia elettronica dei virus.
Nel 1966, usando le sue nuove tecniche, June Almeida fu in grado di identificare un gruppo di "virus respiratori umani precedentemente non caratterizzati" mentre collaborava con David Tyrrell, allora direttore del Common Cold Research Center a Salisbury nel Wiltshire . Tyrrell suggerì di chiamare il nuovo gruppo "coronavirus". La famiglia di virus coronavirus ora comprende il SARS-CoV e il SARS-CoV-2 che ha causato l'a malpandemia da Coronavirus nel 2019. 
Nel 1967, usando il metodo di aggregazione IEM, produsse la prima visualizzazione del virus della rosolia.

## Biografia
June Dalziel Hart nacque il 5 ottobre 1930 al 10 Duntroon Street, Glasgow, da Jane Dalziel (nata Steven) e Harry Leonard Hart, un autista di autobus.
Nel 1947, quando aveva 16 anni, lasciò la scuola, nonostante le sue capacità, in quanto non aveva i mezzi finanziari per frequentare l'università. Iniziò a lavorare come tecnico di istopatologia, dapprima presso la Royal Infirmary di Glasgow e poi presso l'ospedale St Bartholomew, dove lavorò fino al 1954.

### Ontario Cancer Institute
Nel 1954 venne assunta come tecnico di microscopia elettronica presso l'Ontario Cancer Institute, dove lavorò per dieci anni. 
Mentre lavorava come elettromicroscopista, realizzò insieme ai suoi colleghi del Cancer Institute una serie di studi che applicavano la colorazione negativa ai problemi clinici.
Nel 1963 fu la prima di tre autori a pubblicare un articolo sulla rivista Science in cui venivano identificavate particelle simili a virus nel sangue dei malati di cancro.
Nel 1963 pubblicò la sua ricerca nella quale "era riuscita a segnare negativamente aggregati di antigene ... e anticorpi" con il microscopio elettronico.

### St Thomas's Hospital Medical School
Nel 1964 la Almeida conseguì il dottorato in scienze (Sc.D.) basandosi sulle sue pubblicazioni della ricerca intrapresa presso l'Ontario Cancer Institute e presso il St Thomas sulla ricerca micrografica elettronica di anticorpi.
Nel 1964 Tony Waterson, che era appena stato nominato presidente della microbiologia al St Thomas, incontrò la Almeida durante una visita a Toronto e la reclutò per integrarla nel suo gruppo di ricerca in una delle scuole mediche più antiche e prestigiose del Regno Unito, la St Thomas's Hospital Medical School di Londra, ora parte del King's College di Londra. Alla St Thomas, la Almeida lavorò sul virus dell'epatite B e su quelli del raffreddore.
Nel 1966, Waterson e la Almeida collaborarono con il medico e direttore della ricerca, David Tyrrell, sul raffreddore comune sul quale, quest'ultimo, stava lavorando a un nuovo sistema di coltura negli organi. Il gruppo di Tyrrell aveva tentato di rilevare la presenza di rinovirus nelle colture tissutali di cellule che avevano prodotto in laboratorio. Volevano rilevare un virus respiratorio specifico, che chiamarono B814. Il professore svedese Bertil Hoorn poté creare tutti i virus respiratori di Tyrrell nelle colture di organi delle cellule delle vie aeree umane in laboratorio, ad eccezione del virus B814. Questo sistema di coltura negli organi significava che non dovevano fare affidamento su volontari umani per fare ricerche su questi virus. Volevano un metodo affidabile per rilevare il virus B814.
Nel libro Cold Wars (2002), che Tyrrell scrisse con Michael Fielder, descrisse come la prima volta che incontrò la Almeida gli sembrò di estendere la portata del microscopio elettronico a nuovi orizzonti. Secondo Tyrrell, prima del lavoro innovativo della Almeida, era generalmente riconosciuto che i virus dovevano essere concentrati e purificati per rilevarli al microscopio elettronico. Quando la Almeida disse a Tyrrell che poteva "trovare particelle di virus" nelle culture di organi che avevano raccolto, con le sue "nuove tecniche migliorate", rimase scettico.
La squadra di Tyrrell inviò campioni alla Almeida a Londra. Questi comprendevano un campione preparato con il virus B814, insieme a campioni infetti da influenza e herpes, che erano ben noti. Quando la Almeida esaminò i campioni attraverso le sue griglie al microscopio, "riconobbe tutti i virus noti e le sue immagini ne rivelarono la struttura in modo meraviglioso. Ma, soprattutto, vide anche particelle di virus nel campione B814." Disse a Tyrrell che i campioni di B814 le avevano ricordato le particelle che aveva precedentemente studiato in una "malattia chiamata bronchite infettiva dei polli" e in un'altra, l'"infiammazione del fegato del topo". I suoi articoli su questi documenti erano stati respinti perché i revisori consideravano le sue microfotografie elettroniche "cattive immagini" di particelle di virus dell'influenza. Lei rispose che ora sapeva che questi "tre virus erano qualcosa di abbastanza nuovo".
Secondo Tyrrell, una volta identificato il gruppo di virus precedentemente non riconosciuto, la Almeida si incontrò nell'ufficio di Waterson per decidere quale nome assegnargli. I virus sembravano essere circondati da un "alone", in latino "corona", e nacque il nome "coronavirus".
Nel 1966 la Almeida e Tyrrell scrissero che "le particelle sono pleomorfe, nella dimensione compresa tra 800 e 1200 Å, e sono circondate da una distinta frangia lunga 200 Å. Sono indistinguibili dalle particelle della bronchite infettiva aviaria, l'unico virus precedentemente noto per avere questa morfologia."

### Royal Postgraduate Medical School of London (RPGMS)
Tre anni dopo, nel 1967, quando Waterson passò alla Royal Postgraduate Medical School (RPGMS), si trasferì anche lei per iniziare a lavorare lì. 
Nel 1968 pubblicò un articolo, sul Journal of General Virology, sul "virus della bronchite infettiva aviaria".
Nel 1971, usando la sua tecnica di elettromicroscopia immunitaria, fece la scoperta storica che il virus dell'epatite B aveva "due componenti immunologicamente distinti": un "mantello esterno e un piccolo componente interno".

### Wellcome Institute
Passò gli ultimi anni di carriera al Wellcome Institute, prima di ritirarsi in pensione. Mentre lavorava per il Wellcome contribuì a diversi brevetti nel campo dell'imaging dei virus.

### In pensione
Dopo essersi ritirata dal Wellcome Institute, tornò a svolgere un ruolo consultivo alla fine degli anni 1980, quando contribuì a produrre microfotografie del virus dell'HIV.
Le sue pubblicazioni comprendono il Manual for rapid laboratory viral diagnosis del 1979, per l'Organizzazione mondiale della sanità.

## Influenze
Alla Royal Postgraduate Medical School (RPGMS), nel 1970, la Almeida insegnò ad Albert Kapikian la tecnica della microscopia a elettroni immuni (IEM). Kapikian, che era in visita per sei mesi dal National Institutes of Health degli Stati Uniti, usò le sue tecniche per identificare una causa di gastroenterite non batterica: il virus Norwalk, ora noto come norovirus.
Il lavoro di Almeida ha ricevuto nuova attenzione durante i primi mesi della pandemia di COVID-19. La sua storia poco conosciuta è stata pubblicata per la prima volta dall'Herald in Scozia il 7 marzo, dalla BBC il 15 aprile, e dal National Geographic il 17 aprile. Secondo il professore di batteriologia Hugh Pennington, gli scienziati cinesi hanno accreditato il suo lavoro, comprese le tecniche che aveva sviluppato, con l'identificazione precoce della malattia di Coronavirus nel 2019. Lo stesso Pennington ha definito la Almeida il suo "mentore".

## Vita privata
La Almeida si trasferì a Toronto, in Ontario, e lavorò presso l'Ontario Cancer Institute del Princess Margaret Cancer Center dopo il suo matrimonio, l'11 dicembre 1954, con Enrique Rosalio (Henry) Almeida (1913–1993), un'artista venezuelano con il quale ebbe una figlia, Joyce. Sua figlia Joyce è una psichiatra e ha due figlie. Il suo primo matrimonio finì con il divorzio nel 1982. Si ritirò nel 1985 a Bexhill-on-Sea con il suo secondo marito, Phillip Samuel Gardner, un virologo.
 June Almeida morì a Bexhill nel 2007 per un attacco di cuore.

## Pubblicazioni selezionate
- June D. Almeida e D. A. J. Tyrrell, The Morphology of Three Previously Uncharacterized Human Respiratory Viruses that Grow in Organ Culture, in Journal of General Virology, vol. 1, n. 2, 1967,  pp. 175-178, DOI:10.1099/0022-1317-1-2-175, ISSN 0022-1317 (WC · ACNP), PMID 4293939.
- June Almeida, Bernhard Cinader e Allan Howatson, The Structure of Antigen-Antibody Complexes: A Study by Electron Microscopy, in Journal of Experimental Medicine (JEM), vol. 118, n. 3, 1º settembre 1963,  pp. 327-340, DOI:10.1084/jem.118.3.327, ISSN 0022-1007 (WC · ACNP), PMID 14077994. URL consultato il 18 aprile 2020.
- D. M. Berry e June D. Almeida, The Morphological and Biological Effects of Various Antisera on Avian Infectious Bronchitis Virus, in Journal of General Virology (JGV), vol. 3, n. 1, 1968,  pp. 97-102, DOI:10.1099/0022-1317-3-1-97, ISSN 0022-1317 (WC · ACNP), PMID 5692879.